# Diplocephalus caucasicus
Diplocephalus caucasicus es una especie de araña araneomorfa del género Diplocephalus, familia Linyphiidae, orden Araneae. La especie fue descrita científicamente por Tanasevitch en 1987.

## Descripción
El cuerpo del macho mide 1,15 milímetros de longitud y el de la hembra 2,15 milímetros.

## Distribución
Se distribuye por Turquía, Rusia (Europa, Cáucaso) y Georgia.